# Guide Star Catalog
El Guide Star Catalogue (Catálogo de estrellas guía en inglés), abreviado como GSC, es un catálogo de estrellas construido originariamente para ayudar al Telescopio espacial Hubble al apuntar estrellas fuera de eje. Conocido también como el Hubble Space Telescope Guide Catalog (HSTGC), contiene aproximadamente 19.000.000 de cuerpos celestes con magnitudes aparentes entre 6 y 15. Está basado en el sondeo Palomar Quick V para el hemisferio norte y en el sondeo SERC J para el hemisferio sur.
Las entradas del catálogo figuran como GSC FFFFF-NNNNN, o alternativamente como GSCfffff0nnnnn (fffff0nnnnn). La secuencia F se refiere al código correspondiente a una región del cielo Hubble. Así, GSC 01718-02350 corresponde a HR 8799, estrella con tres planetas extrasolares, mientras que GSC 00366-00451 corresponde a HD 143436, posible gemelo solar.
La versión actual, el Guide Star Catalog II, es un gigantesco catálogo de 998.402.801 objetos celestes distintos, de los cuales cerca de la mitad (455.851.237) poseen datos de posición, clasificación y magnitud.